# Aéroport de Palma de Majorque

Plan d'Aéroport

Pour les articles homonymes, voir Lepa (homonymie).
L'aéroport de Palma de Majorque (code IATA : PMI • code OACI : LEPA) (espagnol : Aeropuerto de Palma de Mallorca ; catalan : Aeroport de Palma de Mallorca) est l'aéroport desservant l'île de Majorque aux Baléares. Il est aussi connu sous le nom de aéroport de Son Sant Joan. Situé à la périphérie est de la ville de Palma, capitale des Baléares, c'est le troisième aéroport espagnol par l'importance de son trafic avec plus de 26 millions de passagers en 2016.

## Histoire

### Les origines de l'aviation à Majorque
Le 28 juin 1910, le pilote français Julien Mamet, compagnon de Louis Blériot effectue le premier vol à Majorque, à partir de l'hippodrome de Marratxi. Il s'y accidente le lendemain. 
Le 2 juillet 1916 a lieu le premier vol de Barcelone à Palma, par le pilote espagnol Salvador Hedilla (1882-1917), qui se pose à Can Sunyer (Can Suñer), près de Palma, après un vol de 252 kilomètres à la moyenne de 108,8 km/h.
Dans les années 1920 des hydravions assurant le service postal vers les autres îles de l'archipel et vers la péninsule ibérique stationnent dans le port de Palma. 

### Son Sant Joan, base aérienne militaire
Un champ plat à côté de Son Sant Joan est ensuite utilisé dans les années 1930 pour assurer des vols vers d'autres régions de l'Espagne. En 1934, une compagnie d'aéro-taxis commence ses activités.
L'aérodrome voisin de Son Bonet se développe également, tandis que Son Sant Joan se consacre à l'aviation militaire, à partir de 1936. L'aviation italienne y installe des chasseurs Fiat CR-32 cette année-là, puis des bombardiers Savoia SM-79 et SM-81. Le premier groupe de chasse baléares est créé en juin 1939 (28 Grupo de Caza).
La Lufthansa et Iberia établissent les premiers vols internationaux à partir de l'aérodrome de Son Bonet. Ce dernier reçoit les touristes de 1946 à 1959. 18.000 passagers passent la douane à Son Bonet, en 1946, par la route unique Valence-Palma.
Le 17 janvier 1950, Son Sant Joan est classé parmi les bases aériennes militaires espagnoles. Après l'accord de coopération militaires américano-espagnol de 1953, est créé le premier escadron de chasse mixte (41 Escuadron de Caza). En 1954, la piste militaire de Son Sant Joan est allongée pour accueillir des F-86 F Sabre. L'entraînement des pilotes se fait avec des T-33A.
Son Sant Joan forme alors la deuxième base aérienne espagnole, par le nombre d'appareils déployés.

### Son Sant Joan, aéroport civil
L'augmentation du nombre de passagers ne permet bientôt plus l'exploitation de l'aérodrome de Son Bonet. Des travaux sont entrepris à Son Sant Joan et des équipements de navigation sont installés en 1958. 
En juin 1959, une escadrille militaire de sauvetage en mer quitte Pollensa pour s'installer à Son Sant Joan (801 Escuadron de Fuerzas Aéras, depuis 1965).
Le 29 juillet 1959, Son Sant Joan devient le principal aéroport international de Palma. Une petite base aérienne demeure sur le terrain.
En 1962, le seuil d'un million de passagers dans l'année est franchi. L'escadron de chasse est dissous en mai 1963.
Le nouveau terminal A est inauguré en 1965. Une seconde piste ouvre en 1972, avec le terminal B.
En 1993 débute la construction du nouveau terminal unique, achevé en 1997.
Le 30 juillet 2009, l'unité militaire présente prend la dénomination d'ALA 49. Environ 2.000 mouvements militaires sont dénombrés, chaque année. L'activité aérienne militaire se consacre principalement à la recherche et au sauvetage en mer (Search And Rescue, SAR), notamment avec des appareils CASA 235 de vigilance maritime.
En 2016, l'aéroport de Palma a vu passer près de 26 millions de passagers, disposant d'une capacité de 34 millions de passagers par année.

## Galerie

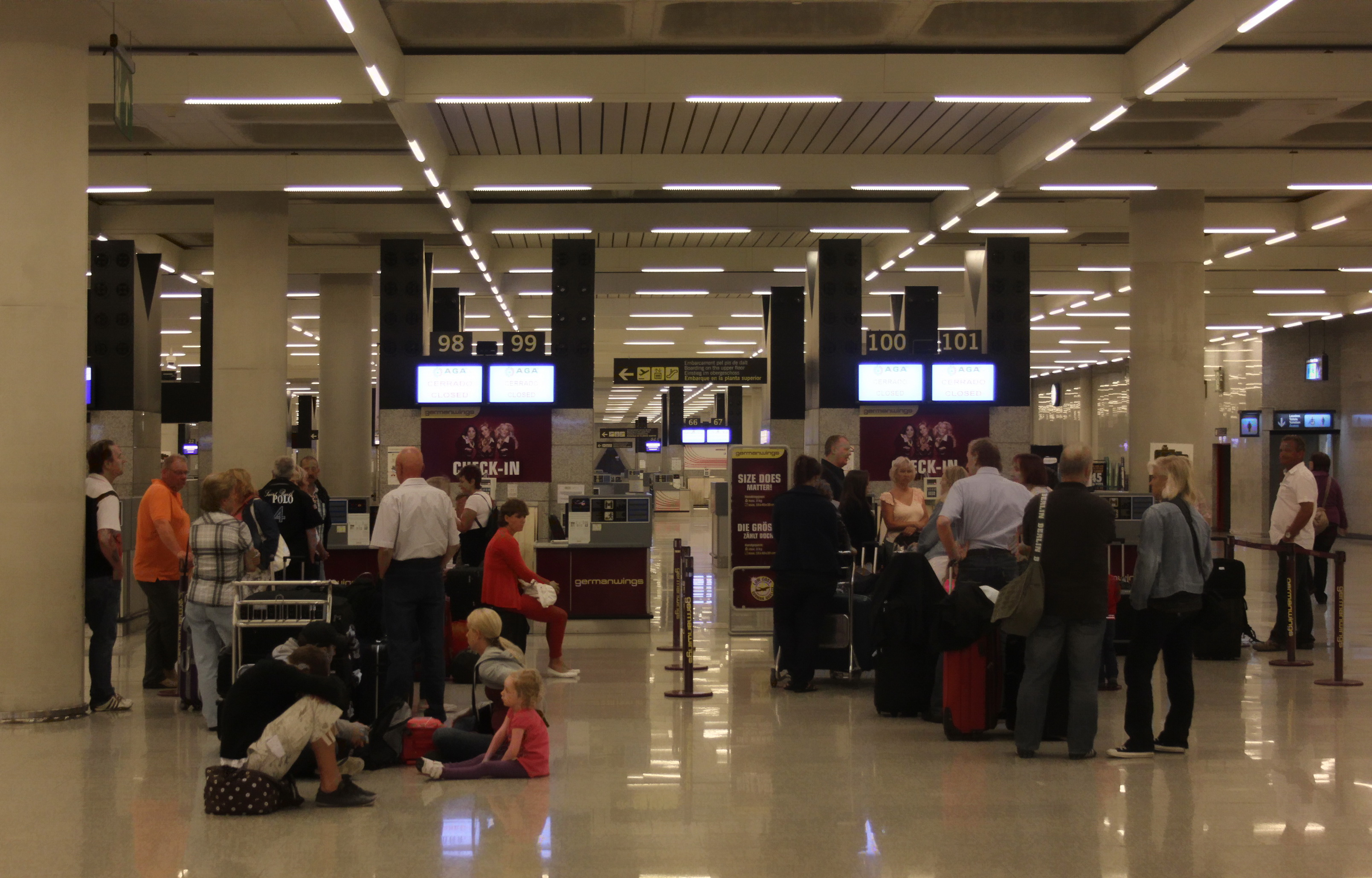
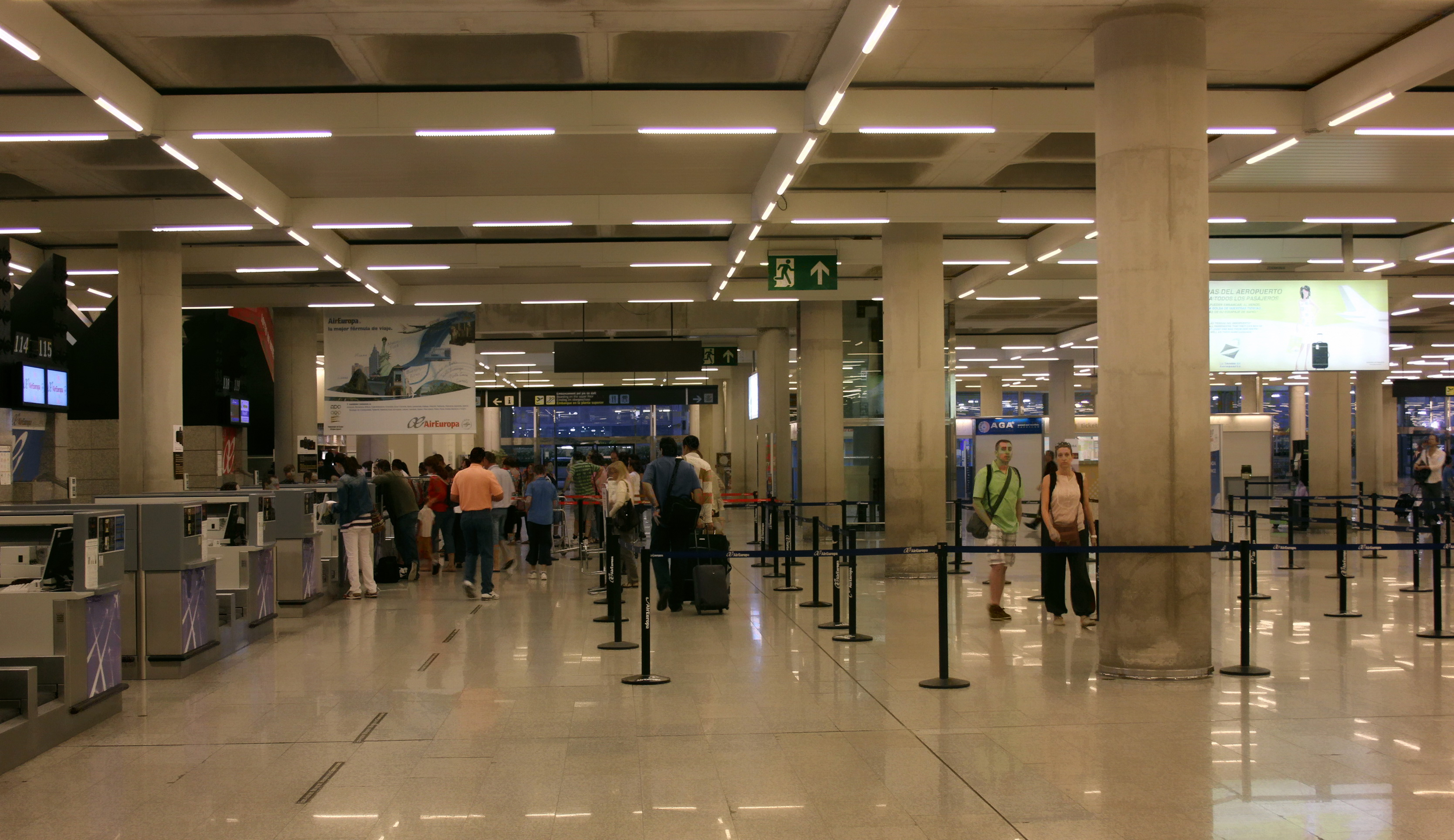
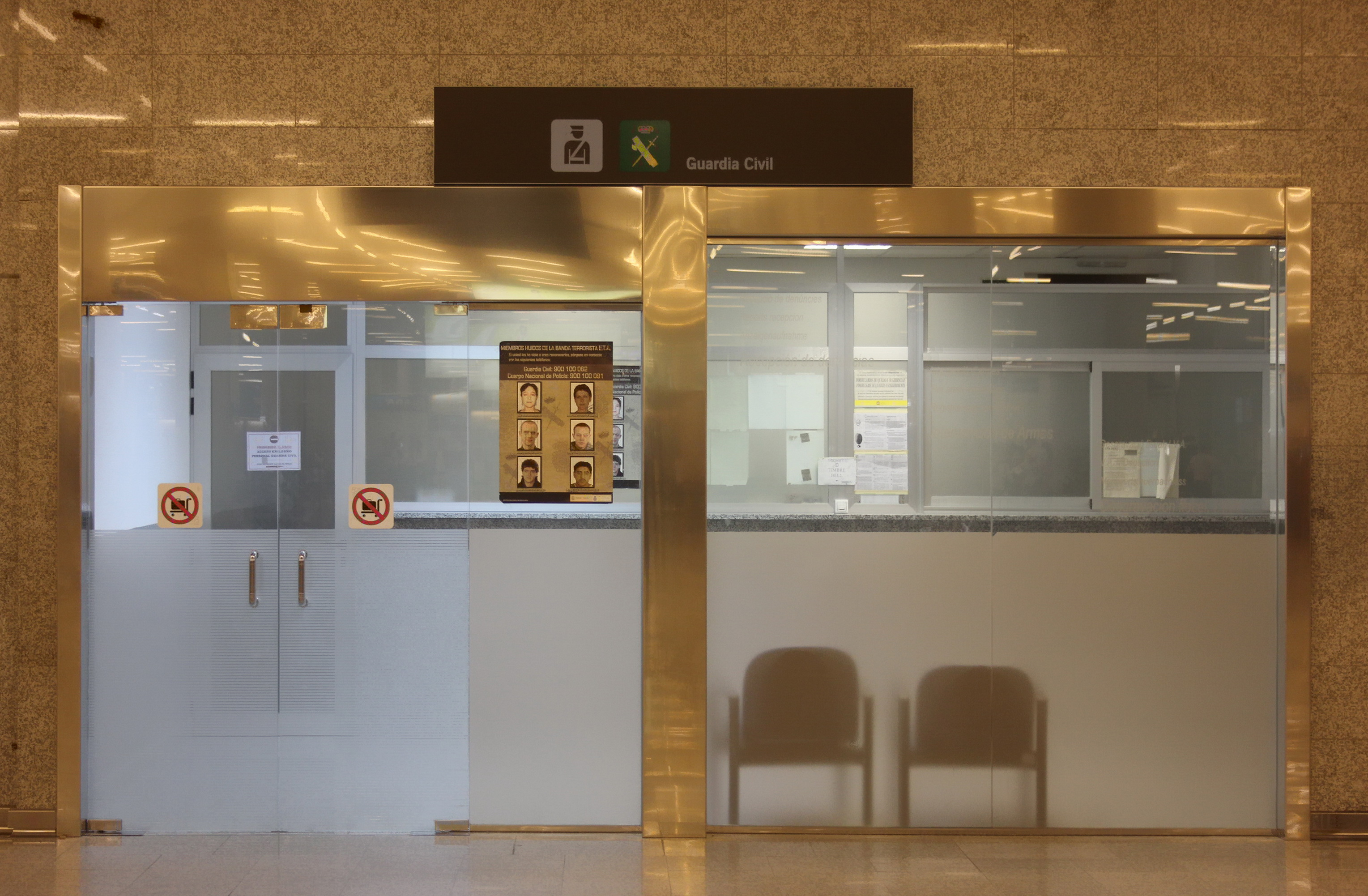
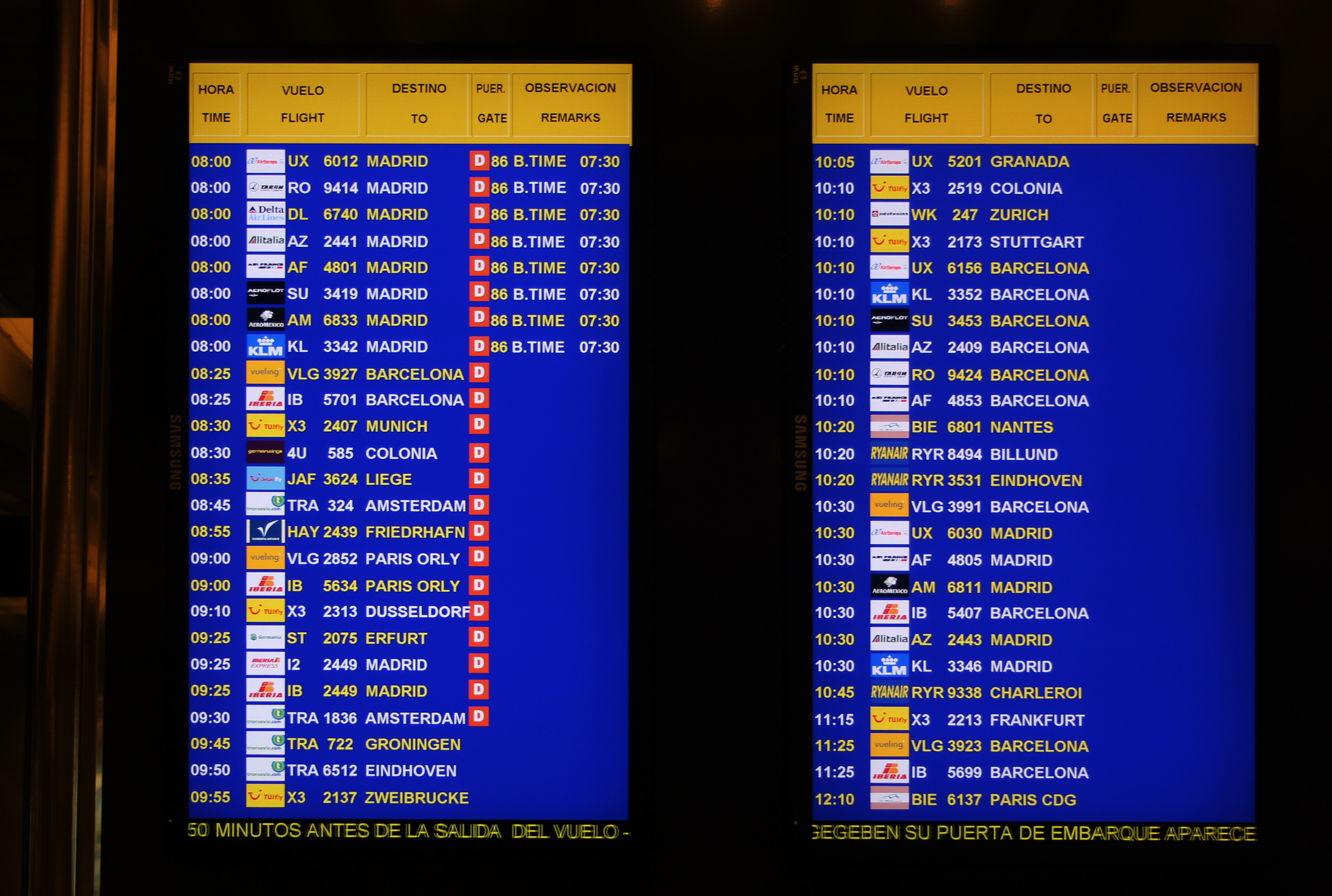
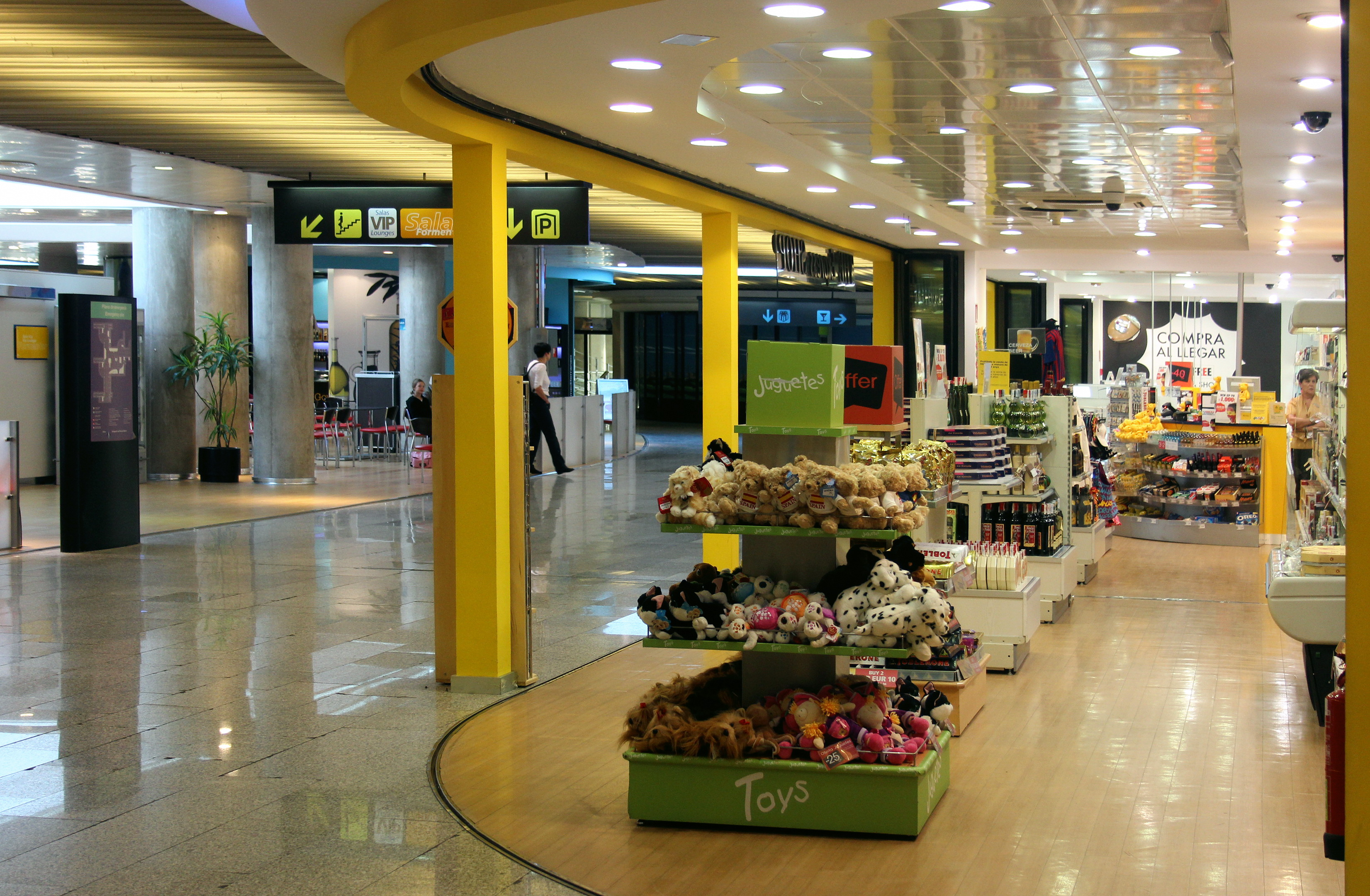
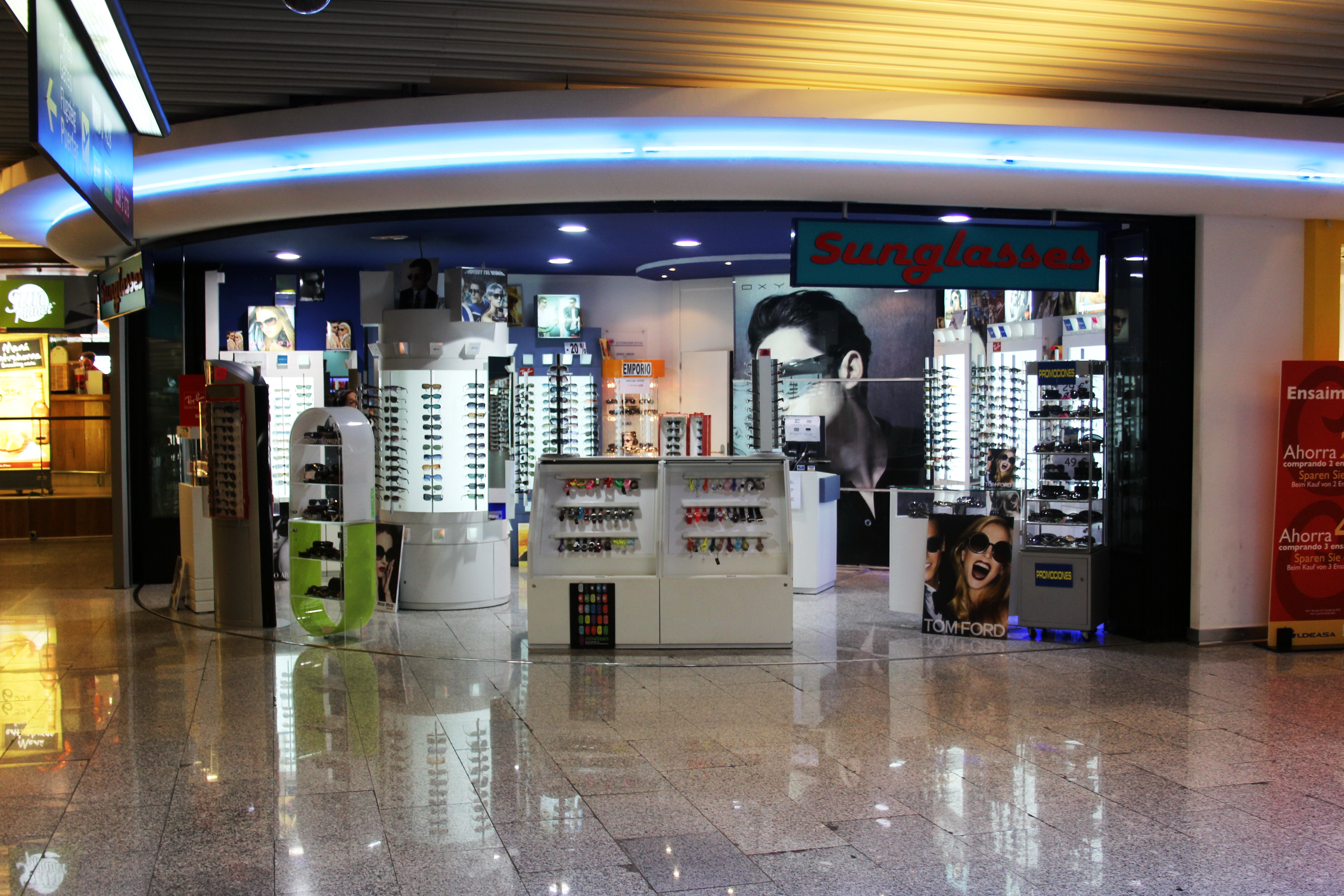
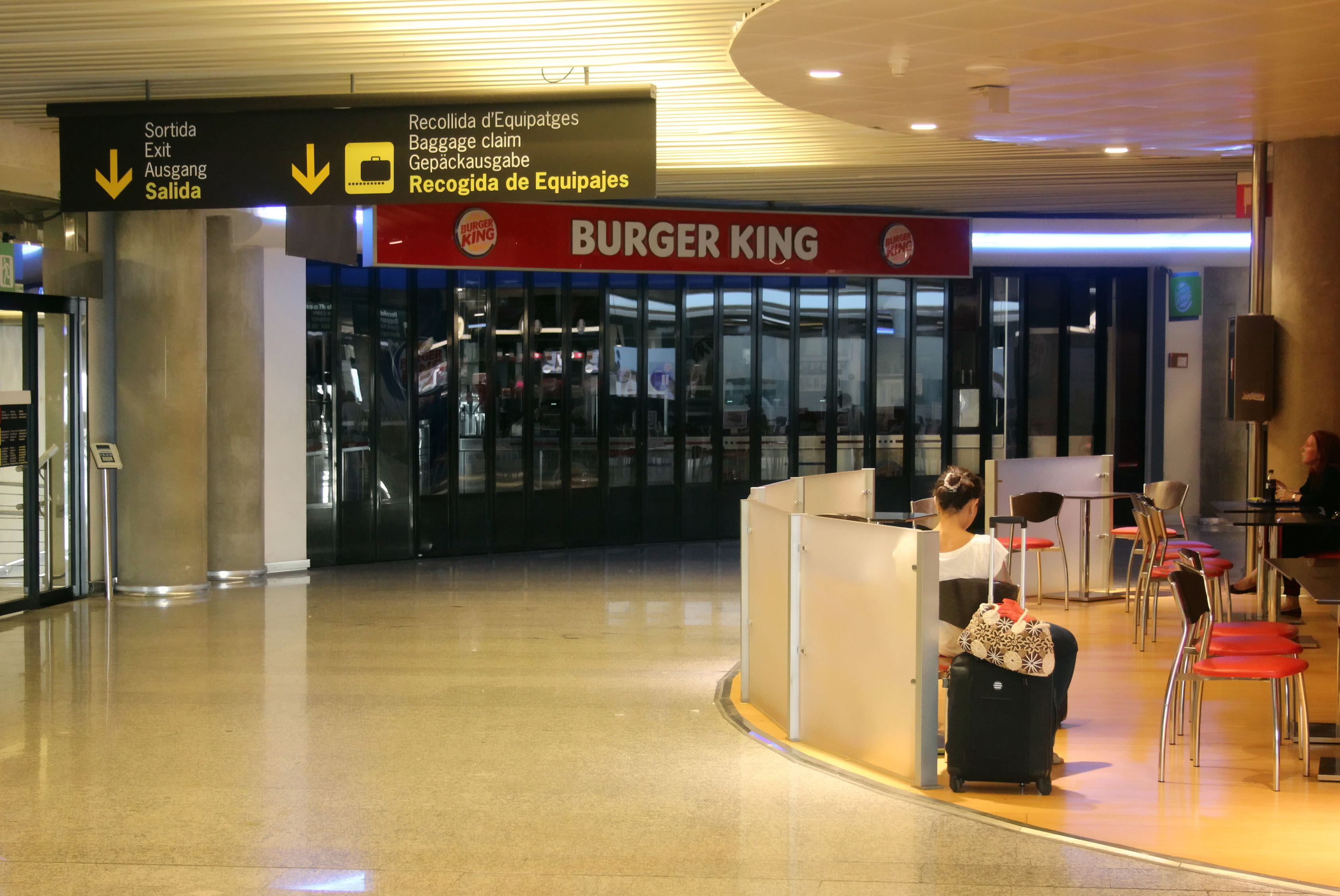

## Situation
| \| 100 km1:11 216 000 \| Alicante Almería Andorre Badajoz Barcelone Bilbao Burgos León Castellón · de la Plana Ceuta Gérone Grenade Ibiza Jerez La Corogne Lleida Logroño Madrid Málaga Melilla Minorque Murcie Oviédo Palma de · Majorque Pampelune Reus Sabadell Saint-Jacques Saint-Sébastien Salamanque Santander Saragosse Séville Valence Valladolid Vigo Vitoria |
| 100 km1:11 216 000 |

Voir les Îles Canaries

## Statistiques
Pour des raisons techniques, il est temporairement impossible d'afficher le graphique qui aurait dû être présenté ici.

Voir la requête brute et les sources sur Wikidata.

## Compagnies aériennes
| Compagnies                    | Destinations |
| ----------------------------- | --- |
| Aegean Airlines               | En saison : Athènes E.-Venizélos |
| Aer Lingus                    | En saison : Cork, Dublin |
| Air Algérie                   | Alger-Houari-Boumédiène |
| Air Arabia Maroc              | En saison : Nador, Tanger |
| Air Europa                    | - Alicante-Elche, - Barcelone-El Prat, - Bilbao, - Grenade-F. García-Lorca, - Ibiza, - Madrid-Barajas, - Malaga-Costa del Sol, - Minorque-Mahón, - Paris-Orly, - Valence En saison : Séville-San Pablo |
| Air France                    | Paris-Charles de Gaulle |
| Air Nostrum                   | En saison charter : - Bergame-Orio al Serio, - Bologne-Borgo Panigale, - Bratislava-M. R. Štefánik, - Lisbonne-H. Delgado, - Paderborn-Lippstadt, - Paris-Charles de Gaulle, - Porto-F. Sá-Carneiro |
| Air Serbia                    | En saison : Belgrade-Nikola-Tesla |
| airBaltic                     | En saison : Riga, Vilnius |
| AlbaStar                      | En saison charter : - Bergame-Orio al Serio, - Bologne-Borgo Panigale, - Friedrichshafen-Bodensee, - Groningue Eelde, - Inverness, - Derry, - Milan-Malpensa, - Tel Aviv - Ben Gourion, - Venise - Marco Polo, - Vérone - Villafranca |
| Animawings                    | En saison : Bucarest-H. Coandă |
| Atlantic Airways              | En saison : Vágar |
| Austrian Airlines             | Vienne-Schwechat |
| Binter Canarias               | Las Palmas/Gran Canaria, Ténériffe-Nord |
| Braathens Regional Airlines   | En saison charter : Aarhus, Copenhague-Kastrup, Kristiansand, Luleå, Skellefteå |
| British Airways               | Londres-City, Londres-Gatwick En saison : Édimbourg, Londres-Heathrow, Southampton En saison charter : Belfast-G. Best, Jersey |
| Brussels Airlines             | En saison : Bruxelles-National |
| Bulgaria Air                  | Sofia-Vrajdebna |
| Chair Airlines                | Zurich |
| Condor                        | Düsseldorf, Francfort, Hambourg-H.-Schmidt En saison : - Friedrichshafen-Bodensee, - Leipzig/Halle, - Munich-F. J. Strauß, - Nuremberg-A. Dürer, - Stuttgart, - Vienne-Schwechat, - Zurich |
| Corendon Airlines             | En saison : Düsseldorf, Hanovre, Nuremberg-A. Dürer |
| Corendon Dutch Airlines       | En saison : Amsterdam, Groningue Eelde |
| easyJet                       | - Berlin-Brandebourg, - Bristol, - Liverpool-J.-Lennon, - Londres-Gatwick, - Londres-Luton, - Manchester, - Milan-Malpensa En saison : - Amsterdam, - Belfast, - Birmingham, - Bordeaux-Mérignac, - Copenhague-Kastrup, - Édimbourg, - Glasgow, - Lille Lesquin, - Lisbonne-H. Delgado, - Londres-Southend, - Lyon-Saint-Exupéry, - Naples-Capodichino, - Newcastle, - Nice-Côte d'Azur, - Paris-Charles de Gaulle, - Porto-F. Sá-Carneiro, - Strasbourg, - Toulouse-Blagnac |
| easyJet Switzerland           | Bâle-Mulhouse, Genève-Cointrin |
| Edelweiss Air                 | Zurich |
| Enter Air                     | En saison charter : Karlsruhe/Baden-Baden |
| Eurowings                     | - Berlin-Brandebourg, - Cologne/Bonn-K. Adenauer, - Dortmund, - Düsseldorf, - Hambourg-H.-Schmidt, - Hanovre, - Leipzig/Halle, - Munich-F. J. Strauß, - Münster/Osnabrück, - Nuremberg-A. Dürer, - Stockholm-Arlanda, - Stuttgart En saison : - Bâle-Mulhouse, - Brême, - Dresde, - Graz-Thalerhof, - Karlsruhe/Baden-Baden, - Linz-Horsching, - Memmingen, - Paderborn-Lippstadt, - Prague-Václav-Havel, - Sarrebruck-Ensheim, - Salzbourg-W. A. Mozart, - Zurich En saison charter : Innsbruck-Kranebitten |
| Eurowings Discover            | Francfort En saison : Munich-F. J. Strauß |
| Finnair                       | En saison : Helsinki-Vantaa |
| Freebird Airlines             | En saison charter : Paderborn-Lippstadt |
| GetJet Airlines               | En saison charter : Vilnius |
| Helvetic Airways              | En saison : Berne-Belp, Zurich En saison charter : Sion |
| Iberia                        | Ibiza, Lleida-Alguaire, Minorque-Mahón, Valence En saison : - Almeria, - Alicante-Elche, - Badajoz, - León, - Logroño, - Melilla, - Nador, - Nice-Côte d'Azur, - Pampelune, - Reus, - Saragosse, - Vigo-Peinador, - Vitoria-Gasteiz |
| Iberia Express                | Madrid-Barajas |
| ITA Airways                   | En saison : Milan-Linate, Rome Léonard-de-Vinci/Fiumicino |
| Jettime                       | En saison charter : - Billund, - Copenhague-Kastrup, - Malmö, - Norrköping, - Örebro, - Växjö Småland |
| Jet2.com                      | Birmingham, Manchester En saison : - Belfast, - Bristol, - East Midlands, - Édimbourg, - Glasgow, - Leeds-Bradford, - Londres-Stansted, - Newcastle |
| KLM                           | En saison : Amsterdam |
| LOT Polish Airlines           | En saison charter : Katowice-Pyrzowice, Poznań (Posnanie)-H. Wieniawski, Varsovie-Chopin |
| Lufthansa                     | Francfort, Munich-F. J. Strauß |
| Luxair                        | Luxembourg-Findel |
| Marabu                        | Munich-F. J. Strauß |
| Neos                          | En saison : Bergame-Orio al Serio, Bologne-Borgo Panigale, Milan-Malpensa, Rome Léonard-de-Vinci/Fiumicino, Vérone - Villafranca |
| Norwegian Air Shuttle         | En saison : Aalborg, Copenhague-Kastrup, Helsinki-Vantaa, Oslo-Gardermoen, Stockholm-Arlanda En saison charter : Bergen, Luleå, Stavanger, Trondheim |
| People's                      | En saison : Altenrhein |
| Play (compagnie aérienne)     | En saison : Reykjavik-Keflavík |
| Ryanair                       | - Alicante-Elche, - Barcelone-El Prat, - Belfast, - Bergame-Orio al Serio, - Berlin-Brandebourg, - Bologne-Borgo Panigale, - Brême, - Charleroi Bruxelles-Sud, - Cologne/Bonn-K. Adenauer, - Dortmund, - Eindhoven, - Francfort-Hahn, - Hambourg-H.-Schmidt, - Jerez de la Frontera, - Karlsruhe/Baden-Baden, - Londres-Stansted - Madrid-Barajas, - Malaga-Costa del Sol, - Manchester, - Memmingen, - Naples-Capodichino, - Nuremberg-A. Dürer, - Pise-Galileo Galilei, - Rome Léonard-de-Vinci/Fiumicino, - Sandefjord-Torp, - Saint-Jacques-de-Compostelle, - Saragosse, - Séville-San Pablo, - Trévise-Sant'Angelo, - Valence, - Vienne-Schwechat, - Vitoria-Gasteiz, - Weeze En saison : - Aarhus, - Billund, - Birmingham, - Bournemouth, - Bratislava-M. R. Štefánik, - Bristol, - Bruxelles-National, - Bucarest-H. Coandă, - Budapest-Ferenc Liszt, - Cagliari, - Copenhague-Kastrup, - Cork, - Cracovie-Jean-Paul II, - Dresde, - Dublin, - East Midlands, - Édimbourg, - Fès-Saïss, - Glasgow Prestwick, - Göteborg, - Kaunas, - Klagenfurt, - Knock-Irlande Ouest, - Leeds-Bradford, - Liverpool-J.-Lennon, - Luxembourg-Findel, - Marrakech-Ménara, - Marseille-Provence, - Milan-Malpensa, - Münster/Osnabrück, - Nador, - Newcastle, - Paderborn-Lippstadt, - Paris-Beauvais, - Porto-F. Sá-Carneiro, - Poznań (Posnanie)-H. Wieniawski, - Prague-Václav-Havel, - Région de Murcie, - Shannon, - Sofia-Vrajdebna, - Stockholm-Arlanda, - Durham Tees Valley, - Ténériffe-Nord, - Toulouse-Blagnac, - Valladolid, - Varsovie-Chopin, - Varsovie-Modlin (Mazovie), - Vérone - Villafranca, - Wrocław-N. Copernic |
| Scandinavian Airlines         | Copenhague-Kastrup, Stockholm-Arlanda En saison : Aarhus, Bergen, Göteborg, Oslo-Gardermoen En saison charter : Bodø, Haugesund-Karmøy, Stavanger, Trondheim |
| SmartLynx Airlines            | En saison charter : Münster/Osnabrück |
| SmartWings                    | Prague-Václav-Havel En saison : Bratislava-M. R. Štefánik, Brno-Tuřany, Košice (Cassovie)-Barca, Ostrava-L. Janáček En saison charter : Varsovie-Chopin |
| Sunclass Airlines             | En saison charter : - Aalborg, - Ålesund, - Bergen, - Billund, - Rønne-Bornholm, - Copenhague-Kastrup, - Göteborg, - Helsinki-Vantaa, - Jönköping, - Kalmar, - Karlstad, - Kristiansand, - Malmö, - Odense-H. C. Andersen, - Örebro, - Oslo-Gardermoen, - Stavanger, - Stockholm-Arlanda, - Trondheim, - Visby |
| Sundair                       | En saison : Berlin-Brandebourg, Brême, Dresde, Cassel, Lübeck |
| Swiss International Air Lines | Genève-Cointrin, Zurich |
| Transavia                     | Amsterdam En saison : Eindhoven, Rotterdam-La Haye |
| Transavia France              | Paris-Orly En saison : Lyon-Saint-Exupéry, Nantes-Atlantique |
| TAP Air Portugal              | En saison : Lisbonne-H. Delgado |
| TUI Airways                   | - Aberdeen-Dyce, - Belfast, - Birmingham, - Bournemouth, - Bristol, - Cardiff-Rhoose, - East Midlands, - Édimbourg, - Exeter, - Glasgow, - Humberside, - Leeds-Bradford, - Londres-Gatwick, - Londres-Luton, - Londres-Stansted, - Manchester, - Newcastle, - Norwich, - Durham Tees Valley En saison charter : Cork, Dublin |
| TUI fly Belgium               | En saison : Anvers, Bruxelles-National, Liège-Bierset, Lille Lesquin, Ostende-Bruges |
| TUI fly Deutschland           | En saison : Düsseldorf, Francfort, Hanovre, Munich-F. J. Strauß, Stuttgart |
| TUI fly Netherlands           | En saison : Amsterdam, Groningue Eelde, Rotterdam-La Haye |
| TUI fly Nordic                | En saison charter : Göteborg, Stockholm-Arlanda |
| Uep Fly                       | Ibiza, Minorque-Mahón |
| United Airlines               | En saison : Newark-Liberty |
| Volotea                       | Bilbao, Oviédo-Asturies En saison : - Bordeaux-Mérignac, - Brest-Bretagne, - Deauville, - Lille Lesquin, - Lyon-Saint-Exupéry, - Marseille-Provence, - Nantes-Atlantique, - Rodez, - Salamanque, - Saint-Sébastien, - Strasbourg, - Toulouse-Blagnac |
| Vueling                       | - Alicante-Elche, - Barcelone-El Prat, - Bilbao, - Copenhague-Kastrup, - Grenade-F. García-Lorca, - Jerez de la Frontera, - Lisbonne-H. Delgado, - Malaga-Costa del Sol, - Munich-F. J. Strauß, - Paris-Orly, - Saint-Jacques-de-Compostelle, - Saragosse, - Séville-San Pablo, - Stuttgart, - Ténériffe-Nord, - Valence, - Zurich En saison : - Amsterdam, - Billund, - Bordeaux-Mérignac, - Lyon-Saint-Exupéry, - Marseille-Provence, - Nantes-Atlantique, - Rome Léonard-de-Vinci/Fiumicino, - Santander-S. Ballesteros |
| Widerøe                       | En saison : Bergen |
| Wizz Air                      | - Budapest-Ferenc Liszt, - Cluj-Napoca, - Katowice-Pyrzowice, - Londres-Luton, - Rome Léonard-de-Vinci/Fiumicino, - Varsovie-Chopin, - Venise - Marco Polo |

Édité le 11/04/2018. Actualisé le 30/04/2023.